# Prece Cósmica
"Prece Cósmica" é um poema de Cassiano Ricardo mais famoso por ter sido musicado por João Ricardo para o primeiro álbum de 1973 do Secos e Molhados. Na introdução da música, John Flavin utiliza uma guitarra elétrica inédita para a época. A seu decorrer a canção utiliza instrumentos, como a flauta, em tons característicos do folk e de música celta.

## Outras versões
- Os Raimundos regravaram a música em 2003 para o álbum Assim Assado - Tributo ao Secos e Molhados que comemorava os 30 anos do Secos e Molhados.